# Galvanické oddělení
Galvanické oddělení je v elektrotechnice způsob, jakým se oddělují dvě nebo více částí elektrického obvodu, aby nebyly spojeny vodičem, ale přitom aby docházelo k přenosu elektrické energie (práce a výkonu), případně impulzů nebo informací.
Galvanické oddělení se realizuje různými způsoby.

## Transformátorová vazba
Transformátorová vazba je v současnosti nejpoužívanější druh galvanického oddělení. Zde se využívá elektromagnetické indukce.
Výhody:
- ideální pro elektrické rozvodné sítě (230 V)
- relativně malé rozměry
- možné použití k oddělení vysokonapěťových obvodů
- relativně velká účinnost (až 90 %)
- jednoduchá konstrukce

Nevýhody:
- lze použít pouze u střídavého napětí
- po čase se transformátorové plechy mohou rozkmitat a vydávat nepříjemné bzučení
- přes malé ztráty potřeba chlazení
- závislost převodního koeficientu na kmitočtu, impedanci a výkonu
- úzký rozsah pracovních napětí a výkonů v rozmezí přijatelných převodních parametrů

### Použití
Výkonové oddělovací (Izolační) transformátory:
Z důvodu zvýšené bezpečnosti provozu v elektrolaboratořích, kdy výstupní (pracovní) napětí není galvanicky spojeno se zemí (GND lift). Pro napájení spotřebičů ve vlhkém prostředí – typicky holicí strojky v koupelnách. Dále pro napájení spotřebičů na operačních sálech a v některých lékařských ordinacích (RTG, CT, MRT), kde je galvanické oddělení od zdrojové soustavy doplněno ochranným pospojováním všech kovových součástí a zemněno na společný galvanický potenciál (viz ČSN EN 61558-2-15).
Měřící transformátory:
Galvanicky oddělují měřidlo od měřené soustavy, upravují parametry měřené veličiny, zejména pak převod proudu na napětí. Velmi dobrých parametrů při širokém pásmu měřených hodnot dosahuje tzv. Rogowského cívka.
Oddělovací NF MF VF trafa:
Používají se v telekomunikační technice pro galvanické oddělení jednotlivých stanic zpracovávajících signál, pro oddělení nízko- a vysokonapěťového stupně v elektronkových vysílačích, radarech, rádiových a televizních přijímačích. Rovněž jako oddělovač modulačních, demodulačních a mezifrekvenčních stupňů vysílaček. Oddělovací trafo je součástí každého linkového telefonu, modemu a některých síťových karet.
Široká oblast využití je také v oblasti ozvučení, kde se využívá krom galvanického oddělení i pro odstranění zemních (impedančních) smyček a v neposlední řadě pro impedanční a úrovňové přizpůsobení zpracovávaného signálu. Zvláštním typem je tzv. symetrizační trafo které převádí nesymetrický signál na symetrický a které je součástí většiny profesionálních mikrofonů a DI-Boxů. Dalším příkladem je výstupní NF trafo elektronkového zesilovače, kde je podle konstrukce zařízení použito na straně VN dvou pracovních a mnohdy více než jednoho zpětnovazebního vinutí a na výstupu potom 100 V vinutí, vinutí pro přímé připojení reproduktoru se třemi odbočkami 4/8/16 Ω a případně i výstup linkové úrovně (1,55V /0 dB).

### Konstrukce
Konstrukce a použité materiály se řídí zejména oblastí využití a pracovním kmitočtem:
- Na jádra pro výkonové transformátory 230/400 V ~ 50 Hz se používá 4SiFe plech, na vinutí Cu (ve výjimečných případech Al).
- NF trafa využívají na jádra různé druhy feritů případně permalloy, na vinutí pak Cu, OFC, (ojediněle slitiny Cu, Ag, Au).
- VF trafa využívají na jádra různé druhy feromagnetických materiálů a některá bývají konstruována jako vzduchová, vinutí Cu a slitiny. V některých případech (pro velmi vysoké kmitočty) se používá pokovených polymerů.

## Optická vazba
Zde se využívá zdroje světla (LED dioda, laser) a následně součástky citlivé na světlo (fotodioda, fotorezistor, fototranzistor). Toto zapojení se začíná čím dál více používat, neboť je zde využito pouze polovodičových součástek. Vysílač (LED) i přijímač (fototranzistor) jsou zapouzdřeny společně a představují jedinou součástku (optočlen).
Výhody:
- velmi malé rozměry (obvykle v pouzdře podobném integrovanému obvodu)
- vysoká účinnost
- bezhlučný provoz
- možnost použití u stejnosměrného i střídavého napětí
- možnost optického přenosu na velkou vzdálenost

Použití:
V elektronice, průmyslu, systémech měření, řízení a regulace, telekomunikacích, výpočetní technice…
Všude, kde data opouští zařízení a přichází do styku se zařízením napájeným z vlastního zdroje, se používá optočlen. Vstup USB v tiskárně, vstup LAN síťové karty osobního počítače (hned 4 kusy); při propojení DVD přehrávače a 5.1 zesilovače optickým kabelem vznikne optický člen. Optický kabel propojující jednotlivé datové síťové prvky vytváří optočlen. Galvanicky oddělené infračervené spojení např. telefonu a PC rovněž tvoří optočlen. Dalším příkladem je dálkové ovládání televizoru (nebo jiného spotřebiče).

## Mechanické vazby
Pro zvýšení bezpečnosti před přenosem vysokého a velmi vysokého napětí zejména v případě ovládacích, spínacích a regulačních prvků, kde je potřeba vyvinout a přenést vyšší sílu (výkon) se využívá různých mechanických převodů, pák, bowdenů apod.
Elektromechanické:
Zdrojem hnací síly je obvykle elektromagnet, jehož kotva mechanicky ovládá nějaké zařízení. Typickým příkladem je relé, stykač nebo solenoid (elektromagnetický ventil).
Hydraulické
Zdrojem hnací síly je obvykle hydraulické čerpadlo, píst, membrána nebo vak. Široká oblast využití pro bezpotenciálový přenos velké energie na velkou vzdálenost. V hornictví, hutnictví, leteckém průmyslu a lékařství. Příkladem použití je zubařská vrtačka, méně obvyklé jsou piezoelektrické vazební členy, kde se kmitání jedné piezomembrány pomocí kapaliny přenáší na druhou, kde se deformace piezokrystalu projevuje ve formě elektrických impulsů.
Pneumatické
Výrazně vyššímu rozšíření pneumatických systémů oproti hydraulice přispěla zejména možnost "skladování" energie ve formě stlačeného plynu. Využívá se v energetice pro ovládání VVN odpojovačů (kde se jako pracovní médium používá SF6), pro ovládání domácích spotřebičů (šicí stroje singer), ve zdravotnictví od ovládání polohovacích zařízení, přes pohon zubařské vrtačky po ovládání kompenzačních pomůcek pro zdravotně postižené, kde jedno zařízení jako zdroj vzduchu využívá plíce postiženého a čidlem je soustava žhavicích vláken, která po ochlazení proudem vzduchu mění svůj odpor. Ten je vyhodnocen a převeden na pohyb vozíčku. Dalším zajímavým použitím je prototyp armádního počítače odolného EMP, kde celé zařízení je umístěno ve stínicím permaloidovém krytu, ze kterého ven nevedou žádné vodiče. Energie je dodávaná zvenčí pneumaticky, elektrický zdroj tvoří teslova turbína s generátorem a odpadní vzduch je využit pro chlazení. Klávesnice je tvořena soustavou bublinek propojených pomocí svazku tenkých trubiček se skupinou tlakových čidel umístěných uvnitř stínicího krytu. Vstup a výstup dat je řešen optickým kabelem.

## Motorgenerátor
Motorgenerátor je obvykle elektrický motor, který je na stejném hřídeli jako generátor (popřípadě dynamo).
Výhody:
- použitelnost pro velké hodnoty napětí a proudu (např. 600 V, 800 A v tramvajích)
- použitím převodů nebo různých motorů a dynam lze měnit frekvenci, měnit proud ze střídavého na stejnosměrný, z třífázového na jednofázový, …a naopak.

Nevýhody:
- velká hlučnost
- nutnost chlazení
- malá účinnost (nejvýše 80 %)
- velké rozměry

Použití:
- jako zdroj proudu trakčních motorů u dopravních prostředků starších konstrukcí
- svářečka "Triodyn"

(V obou případech byl cílem zdroj velkého proudu se snadnou regulovatelností. Galvanické oddělení je v těchto případech sekundární produkt.)